# Sous les tropiques
Pour plus de détails, voir Fiche technique et Distribution.
 Sous les tropiques (Tropic Zone)  est un film réalisé par Lewis R. Foster et sorti en 1953.

## Synopsis
Dan McCloud est un américain qui devient gérant d'une plantation de bananiers en Amérique centrale. Apprenant que son employeur, Lukats, est corrompu, McCloud rejoint les petits propriétaires pour organiser la résistance et contrecarrer les plans de Lukats.

## Fiche technique
- Titre : Sous les tropiques
- Titre original : Tropic Zone
- Réalisation : Lewis R. Foster
- Scénario : Lewis R. Foster d'après le roman Gentlemen of the Jungle de Tom Gill[2]
- Producteur : William H. Pine, William C. Thomas
- Production : Pine-Thomas Productions
- Photographie : Lionel Lindon
- Musique : Lucien Cailliet
- Montage : Howard A. Smith
- Genre : Aventure, drame, romance et film noir
- Distributeur : Paramount Pictures
- Couleur : Technicolor
- Durée : 94 minutes
- Date de sortie : 14 janvier 1953

## Distribution
- Ronald Reagan : Dan McCloud
- Rhonda Fleming : Flanders White
- Estelita Rodriguez : Elena Estebar
- Noah Beery Jr. : Tapachula Sam
- Grant Withers : Bert Nelson
- John Wengraf : Lukats
- Argentina Brunetti : Tia Feliciana
- Maurice Jara : Macario
- Pilar Del Rey : Victoriana